# Serrodes inara
Serrodes inara är en fjärilsart som beskrevs av Pieter Cramer 1779. Serrodes inara ingår i släktet Serrodes och familjen nattflyn. Inga underarter finns listade i Catalogue of Life.